# Motohiro Ōno

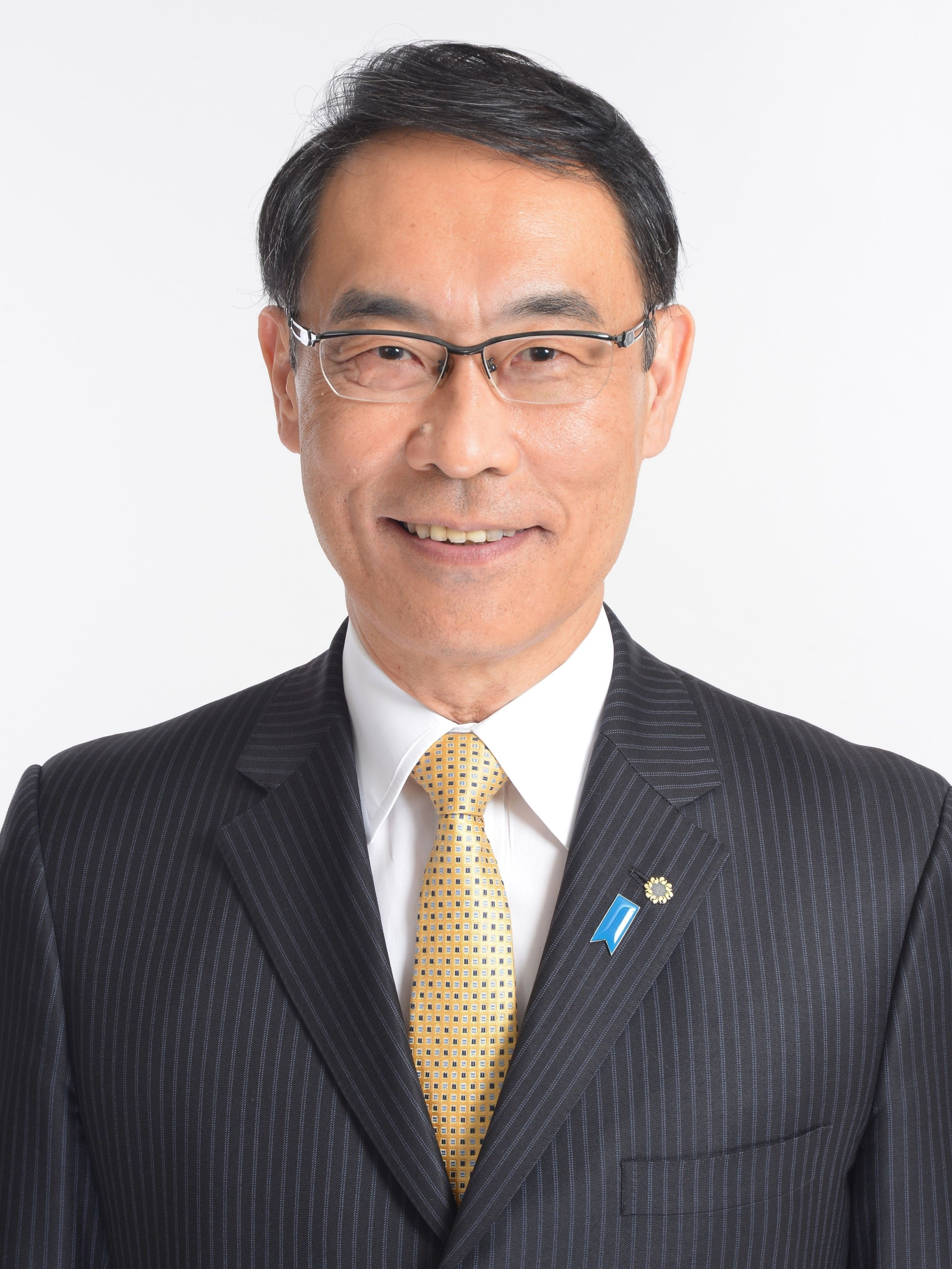
Motohiro Ōno (2020)

Motohiro Ōno (jap. 大野 元裕, Ōno Motohiro; * 12. November 1963 in Kawaguchi, Präfektur Saitama) ist ein japanischer Politiker (DPJ→DFP→DVP→parteilos) und seit 2019 Gouverneur der Präfektur Saitama. Zuvor war er für diese von 2010 bis 2019 Abgeordneter im Sangiin, dem Oberhaus des nationalen Parlaments.

## Leben
Ōno wurde am 12. November 1963 als Enkel des LDP-Politikers Motoyoshi Ōno in Kawaguchi geboren. Sein Großvater war von 1957 bis 1972 und von 1976 bis 1981 Bürgermeister von Kawaguchi. Motohiro Ōno studierte bis 1987 an der Keiō-Universität Politikwissenschaft und erwarb anschließend 1989 an der International University of Japan einen Master in Internationalen Beziehungen. Im gleichen Jahr trat er dem Außenministerium bei und wurde Fachermittler in der japanischen Botschaft im Irak; diese Funktion übte er in den folgenden Jahren in verschiedenen Botschaften im Nahen Osten aus. Zusätzlich war er unter anderem Dozent an den geisteswissenschaftlichen Fakultäten der Universitäten Tokio und Aoyama sowie Kommentator beim Hörfunkunternehmen Nippon Hōsō.
2010 wechselte er in die Politik und wurde als Kandidat der regierenden Demokratischen Partei (DPJ) bei der Oberhauswahl 2010 im Wahlkreis der Präfektur Saitama (damals sechs Mandate, drei zur Wahl) knapp vor der DPJ-Amtsinhaberin Chiyako Shimada auf dem dritten Platz gewählt (Ōno 17,5 %; Shimada 17,1 %). Im Oktober 2010 wurde er im zum dritten Mal umgebildeten Kabinett Noda zum „parlamentarischen Staatssekretär“ im Verteidigungsministerium und Kabinettsbüro ernannt. Innerparteilich beteiligte er sich 2014 an der Gründung der konservativen Faktion Kokujiku no Kai (国軸の会, auch „Nagashima-Gruppe“) von Akihisa Nagashima. Bei der Wahl zum DPJ-Parteivositz 2015 unterstützte er als Mitglied der Nagashima-Gruppe Gōshi Hosono, der jedoch knapp Katsuya Okada unterlag. Bei der Oberhauswahl 2016 wurde Ōno als Kandidat der Demokratischen Fortschrittspartei (DFP), der Nachfolgepartei der DPJ, sicher auf dem zweiten Platz in Saitama wiedergewählt. Er schloss sich im Mai 2018 der durch die Fusion von DFP und Partei der Hoffnung entstandenen Demokratischen Volkspartei (DVP) an.
Im Juni 2019 verließ er die DVP und kündigte an, als Unabhängiger bei der Gouverneurswahl in Saitama im August des Jahres anzutreten. Amtsinhaber Kiyoshi Ueda hatte angekündigt, nicht für eine fünfte Amtszeit zu kandidieren und Ōno zu unterstützen. Ōno gewann die Wahl entgegen vorheriger Umfragen, in denen Aoshima leicht führte, mit Unterstützung der nationalen Mitte-links-Opposition (KDP, DVP, SDP) relativ knapp gegen den LDP-Kōmeitō-gestützten Kandidaten Kenta Aoshima und drei weitere Kandidaten (Ōno 47,9 %; Aoshima 44,9 %). Am 31. August 2019 trat er das Gouverneursamt offiziell an.